# Vespula acadica
Vespula acadica är en eusocial getingart som först beskrevs av Percy Sladen 1918.
Vespula acadica ingår i släktet jordgetingar och familjen getingar. Inga underarter finns listade i Catalogue of Life. Det är en getingart där arbetarna är 8.5–10.0 mm och drönare samt drottning något större. De bygger boet under stockar eller direkt i marken. De återfinns i nästan hela Kanada och i några stater i norra USA. Då arten föredrar skogsområden stöter de vanligen inte ihop med människor, men om dess kolonier hotas kan arten bli aggressiv.